# استديوهات الحصن بيج تايم
استديوهات الحصن بيج تايم (بالإنجليزية: AlHisn Big Time Studios)‏. تعتبر واحدة من أكبر وأحدث الاستديوهات للإنتاج السينمائي والتلفزيوني في الشرق الأوسط، والتي افتتحت في 4 نوفمبر 2024م.

## مساحة الاستديوهات
تضم 7 مباني استديوهات على مساحة 10.500 متر مربع، بإجمالي مساحة 300 ألف متر مربع.
بالإضافة إلى قرية إنتاج تحتوي على ورش نجارة وحدادة وتفصيل للأزياء. وتشمل كذالك على مرافق إضافية تحوي على أجنحة فاخرة لكبار الشخصيات (VVIP)، ومكاتب للإنتاج السينمائي، وغرف مونتاج متكاملة.

## الهدف من إنشائها
تهدف استديوهات الحصن بيج تايم إلى تسهيل وتسريع عمليات الإنتاج من خلال جمع احتياجات الإنتاج السينمائي والتلفزيوني في موقع واحد، حتى تساهم في توفير الوقت والجهد والتكاليف ودعم قطاع الإنتاج في المنطقة بمعايير عالمية.